# George Wickham
Vous lisez un « bon article » labellisé en 2011.  Il fait partie d'un « thème de qualité ».
Pour les articles homonymes, voir Wickham.
George Wickham est un personnage de fiction créé par la femme de lettres anglaise Jane Austen, qui apparaît dans son roman Orgueil et Préjugés (Pride and Prejudice), paru en 1813. Personnage secondaire, à peine esquissé par la narratrice, il joue cependant un rôle essentiel dans le déroulement de l'intrigue.
Wickham est au premier abord plein de chaleur, de vivacité et de charme : il sait toucher le cœur des jeunes filles romanesques. Sa prestance et ses manières chaleureuses lui attirent rapidement la sympathie de l'héroïne, Elizabeth Bennet. Mais sa nature profonde est celle d'un libertin cynique et sans principes : il est menteur, enjôleur, joueur, manipulateur. Il n'hésite pas à utiliser, pour tromper son entourage, sa bonne mine et les atouts que lui donne la bonne éducation acquise grâce à son parrain, le maître de Pemberley, un grand domaine dont son père était régisseur, et dans lequel il a été élevé aux côtés des enfants du propriétaire, Fitzwilliam et Georgiana Darcy.
L'intrigue développée autour du personnage de George Wickham a été inspirée à Jane Austen par Tom Jones, le roman de Henry Fielding paru en 1749.

## Genèse du personnage

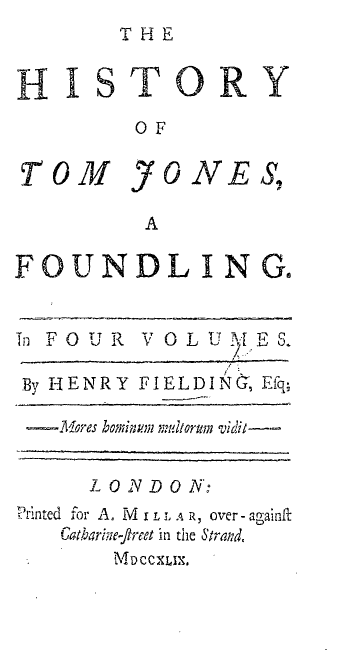
Page de titre originale de Tom Jones.

L'influence de Fielding se fait sentir dans l'élaboration du personnage de Wickham. Celui-ci possède en effet des traits de caractères présents chez Tom et Blifil, deux protagonistes de son roman The History of Tom Jones, a Foundling. Il existe aussi une ressemblance, certainement délibérée, entre la relation conflictuelle de ces deux personnages de Fielding et celle créée par Jane Austen entre Wickham et Darcy. 
Enfin, le beau domaine des Darcy, Pemberley, rappelle la propriété du sage squire Allworthy, Paradise Hall.
Au début de son roman, Jane Austen donne à Wickham l'apparence du héros par son physique avantageux et ses manières distinguées : il fait penser à Tom Jones, l'enfant trouvé élevé par charité, que le sévère et prétentieux Blifil, fils de Bridget (la sœur du squire Allworthy), réussit à faire injustement bannir du domaine. Maître Blifil et Tom-le-bâtard ont grandi dans le même domaine, ont bénéficié de la même éducation et de la même affection de la part du squire. Blifil, son neveu et héritier, est plutôt strict et réservé ; Tom, joli garçon qui plait aux demoiselles (et aux dames), généreux mais impulsif et à l'honneur chatouilleux, se laisse trop facilement attendrir par un joli minois et a l'art de se mettre dans des situations difficiles, voire scabreuses.
Cependant Tom, qui a l'âme droite, fait preuve de noblesse de caractère et s'amende au fil de ses mésaventures, alors que Wickham ne se corrige pas, car il cache sous sa belle apparence une âme corrompue, et il finit, comme le perfide Blifil, par être définitivement banni du « paradis » de son enfance. 
Car le véritable Wickham, sous ses belles manières, ressemble en fin de compte au méchant et hypocrite Blifil qui n'a pas hésité à mentir pour discréditer Tom et le faire chasser, et qui rapporte, par jalousie de rival, ses faux-pas à la jeune Sophie Western qu'il veut épouser (pour son argent), alors qu'il la sait éprise de Tom. Il n'a qu'une trompeuse apparence de vertu, tandis que sont enfin reconnus, après une série de malentendus, le bon cœur et la noblesse d'âme de Tom, qui se révèle digne, une fois amendé, d'épouser Sophie Western.
Il est aussi possible que Jane Austen ait été influencée, pour les relations entre Wickham et Darcy, par Protheus et Valentin, les deux gentilshommes de Vérone mis en scène par Shakespeare ; c'est du moins l'opinion de Laury Kaplan, qui rappelle avec quelle subtilité Jane Austen emprunte à la comédie shakespearienne. Protheus, pourtant fils de gentilhomme, enivré par les facilités et le luxe de la cour de Milan où son père l'a envoyé, s'y conduit très mal avec son ami d'enfance Valentin, le trahissant, le calomniant, le faisant exiler et le faisant même passer pour mort auprès de Sylvia qui l'aime, alors que Valentin ne cesse jamais, même dans l'adversité, de se conduire noblement.

## Première approche

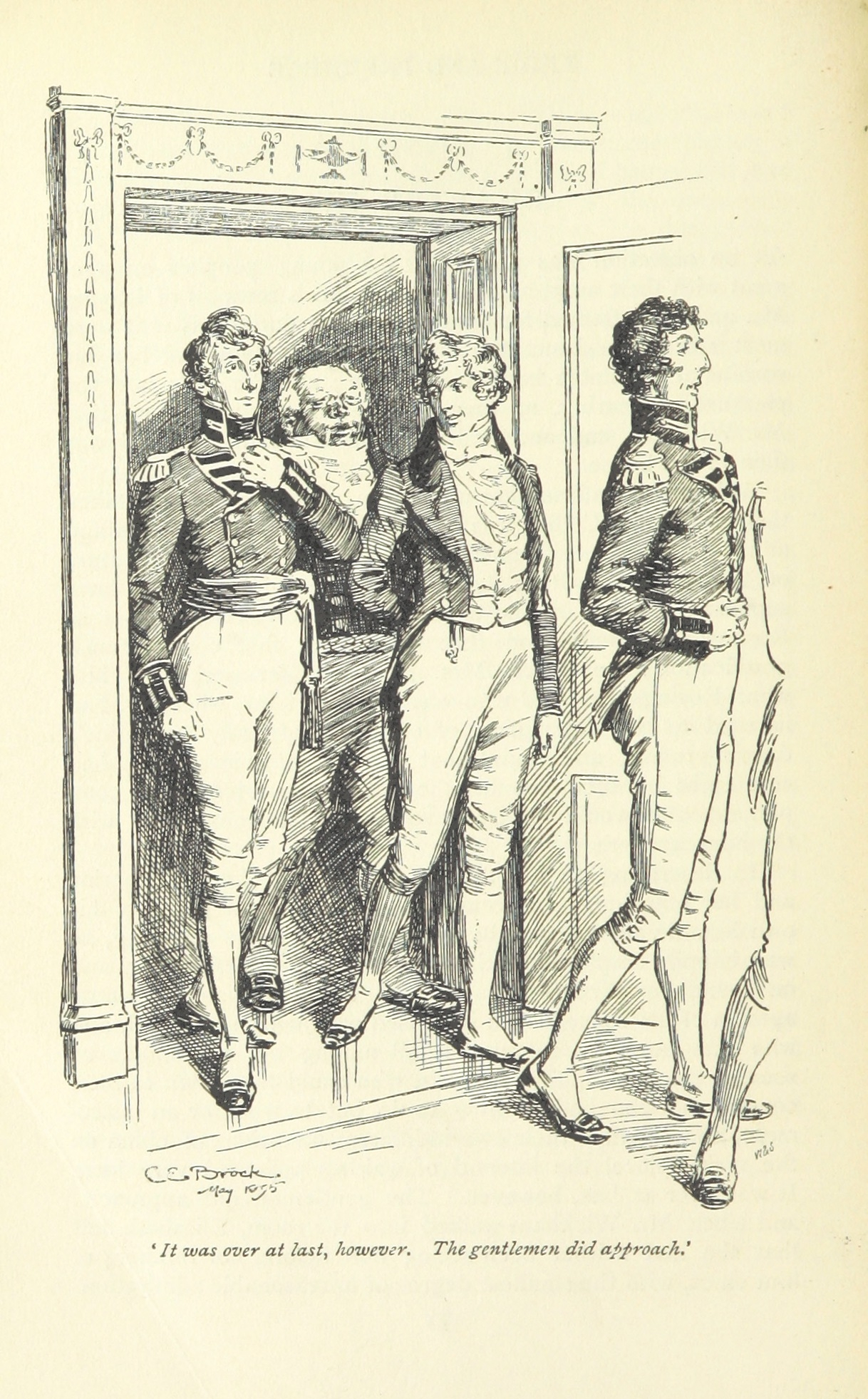
Mr Wickham avait plus de prestance que tous les autres officiers. C. E. Brock, 1895.

Dès qu'il apparaît à Meryton, Wickham est remarqué, en particulier par les demoiselles Bennet : sa jeunesse, sa mâle beauté, son allure distinguée et sa prestance parlent d'emblée en faveur de ce bel inconnu aperçu dans la rue. Il a toute l'apparence du héros romantique idéal. Une fois présenté par l'ami qu'il accompagne, le lieutenant Denny, il montre des manières aimables et « un empressement agréable à engager la conversation, demeurant toutefois parfaitement convenable et réservé ». 
L'uniforme, la tunique rouge des miliciens du colonel Forster, va ajouter encore à son prestige auprès de la gent féminine, et Elizabeth Bennet, en particulier, est tout à fait séduite et « enchantée » : elle lui trouve une élégance et des manières bien supérieures à celles des capitaines de la milice. C'est pourquoi, lorsque sa tante, Mrs Philips, réunit chez elle quelques officiers et ses jeunes nièces le lendemain soir, elle est flattée d'être « l'heureuse élue » avec laquelle Wickham passe l'essentiel de cette première soirée. Auréolé de mystère, il lui paraît d'autant plus digne d'intérêt qu'il se pose d'emblée en victime innocente de la cruauté et de la jalousie de ce Monsieur Darcy qu'elle trouve si antipathique.
Comme la narratrice ne dévoile rien du passé du nouvel officier, on le voit exclusivement à travers l'image positive que s'en font Elizabeth et accessoirement d'autres personnages, en particulier Mrs Gardiner, sa tante. Natif du Derbyshire, où elle-même a vécu « dix ou douze ans avant son mariage », il lui donne l'occasion d'évoquer d'agréables souvenirs de jeunesse ; aussi le rencontre-t-elle avec un préjugé favorable. Et si elle met Elizabeth en garde, lorsqu'elle voit l'intérêt que la jeune fille lui porte, ce n'est pas qu'elle se méfie de lui, mais, comme il n'a pas d'argent, ce serait très « imprudent » de la part de sa nièce d'en tomber amoureuse et de l'épouser. Les Bennet, qui ont été froissés par le snobisme de Darcy et des sœurs de Bingley, l'accueillent et écoutent le récit de ses griefs avec sympathie et sans méfiance. Mr Bennet lui-même a un certain faible pour lui : jouant de son charme indiscutable, George Wickham est, comme dit Darcy, « prompt à se faire des amis ».

## Deux images contradictoires

### À Meryton

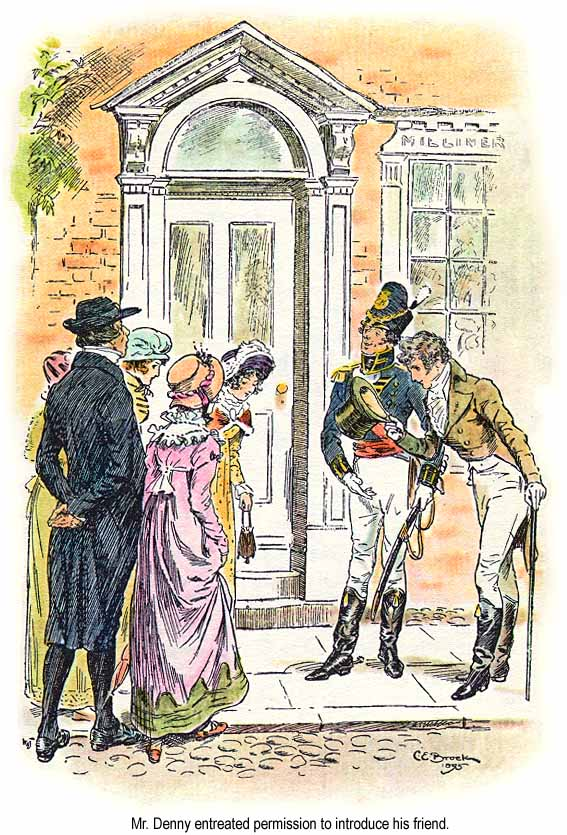
Mr Denny demanda la permission de présenter son ami, Mr Wickham. C. E. Brock, 1895.

#### Un jeune homme «intéressant»
La première apparition de Wickham à Meryton permet à la narratrice de réunir les quatre protagonistes masculins et le nimbe de mystère aux yeux observateurs d'Elizabeth. La scène se passe dans la rue : les demoiselles Bennet, qu'accompagne le ridicule et pompeux Mr Collins, viennent de faire la connaissance de Wickham, qui arrive juste (il est encore en civil), lorsqu'elles sont rejointes par Darcy et Bingley qui traversent justement le bourg à cheval. Seule Elizabeth, qui brûle d'en connaître l'explication, remarque le bref échange entre Wickham et Darcy : l'un a rougi, l'autre a blêmi.
Wickham profite de la sympathie dont bénéficient dans la ville le colonel Forster et ses hommes. Le régiment, une de ces milices territoriales levées pour renforcer l'armée régulière devant la menace d'invasion française, est venu passer à Meryton ses quartiers d'hiver. La présence des officiers, en général des cadets de bonnes familles, bouleverse le train-train de la vie sociale locale : ils participent à la vie collective, invitant les messieurs au mess, invités eux-mêmes aux bals, aux soirées, aux réceptions. Comme certains sont venus avec leur épouse, thés et visites entre dames augmentent pour les jeunes filles à marier les occasions de rencontrer ces fringants officiers désœuvrés en habit rouge : l'Angleterre est en guerre, la population craint une invasion, l'armée recrute, le prestige de l'uniforme (regimentals) est donc total. En outre, si l'on en croit le Cambridge Chronicle du 3 janvier 1795, la Derbyshire Militia qui a inspiré Jane Austen, s'est fort bien comportée dans les deux villes du Hertfordshire où elle a stationné, « ainsi qu'à l'église ». Wickham n'a donc aucun mal à trouver sa place dans ce corps, « connu pour être très respectable et sympathique » et profiter, grâce à sa belle apparence, du même prestige que les personnes honorables et bien élevées (very creditable, gentlemanlike set) qui le composent.
Seuls Charles Bingley et ses sœurs, les amis de Mr Darcy, considèrent qu'il n'est pas respectable et qu'il s'est conduit de façon indigne envers ce dernier, mais ils ignorent les détails de l'histoire. Ils savent seulement que Darcy « ne supporte pas qu'on lui parle de George Wickham ». De toute façon, ils quittent rapidement le Hertfordshire, laissant le champ libre à Wickham.

#### Un personnage retors et manipulateur
Brûlant de connaître les raisons de son attitude et de celle de Darcy lorsqu'ils ont été face à face, et aveuglée par son préjugé envers ce dernier, Elizabeth ne prend pas garde au manque de correction (impropriety) dont Wickham fait preuve en abordant de lui-même le sujet à la première occasion. Elle n'a pas conscience de l'habileté avec laquelle il la manipule, à travers ses hésitations et ses réticences. Au contraire, ravie d'avoir, pour une fois, un brillant interlocuteur, elle ne pense pas qu'elle devrait se méfier d'une personne de si bonne mine et qui maîtrise à ce point l'art de la conversation. Aussi accepte-t-elle sans la contester, sans même envisager de la vérifier, sa version de son histoire. Elle compatit sans réserve à ses malheurs lorsqu'il lui détaille complaisamment l'injuste traitement dont il aurait été victime : Darcy aurait en effet, par pure jalousie, refusé de respecter la volonté de son défunt père qui lui avait promis la jouissance d'un bien ecclésiastique appartenant à la famille, l'obligeant à s'engager dans la milice pour vivre.

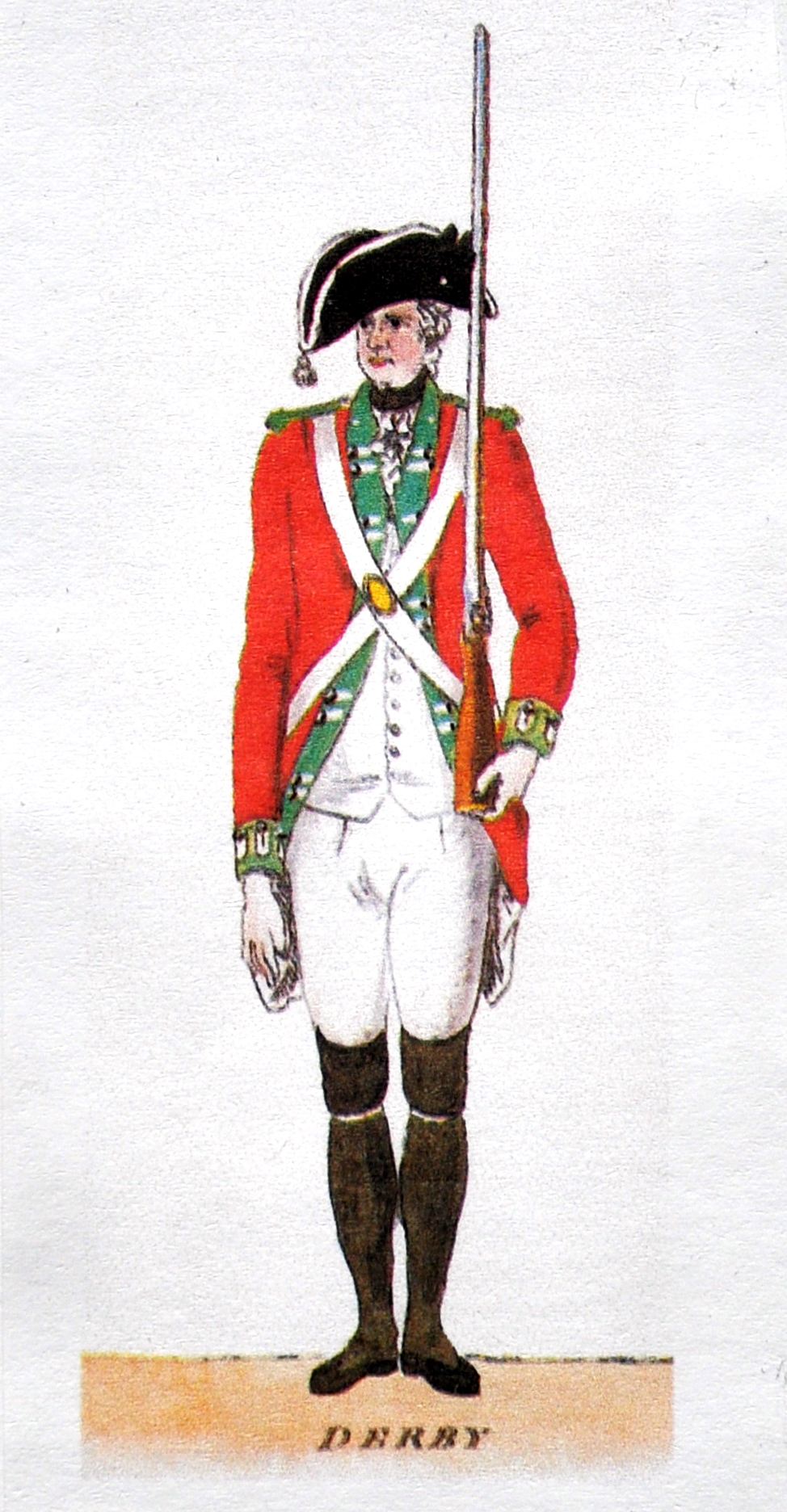
Milicien de la milice du Derbyshire, où sert Wickham. Aquarelle d'un(e) artiste inconnu(e), vers 1780.

Il ment avec adresse, surtout par omission, en se gardant bien d'évoquer ses torts, et reste suffisamment près de la vérité pour tromper Elizabeth : rien de ce qu'il dit du comportement de Darcy n'est fondamentalement faux, mais il en fait une présentation gauchie, une « pure invention verbale » selon Tony Tanner, présentant sa générosité, son attention à ses fermiers, sa tendresse pour sa sœur comme l'œuvre d'un esprit calculateur doté d'un épouvantable orgueil aristocratique. Ainsi, dans le cadre de Meryton, sans passé connu, sans famille, Wickham peut facilement faire croire à ses mensonges, et se laisser mener par ses penchants pour le jeu et la séduction. Il est protégé par le masque de ses belles manières et la certitude que Darcy, soucieux de préserver la réputation de sa jeune sœur, ne s'abaisserait pas à le dénoncer.

### Après la lettre à Elizabeth
C'est par la longue lettre que Darcy lui remet dans le parc de Rosings qu'Elizabeth découvre le véritable passé de Wickham et peut commencer à faire la part entre vérité et mensonges.
Elle reconnaît alors qu'elle a manqué de discernement, « car son attitude, sa voix, ses manières l'avaient établi d'emblée en possession de toutes les qualités ». Elle admet s'être laissée tromper au premier abord par une apparence de droiture et un air de distinction, et ne sera capable de remarquer, dans la douceur des manières de Wickham, une « affectation », une « galanterie frivole et vaine » qu'une fois éclairée sur le véritable caractère du personnage par la lettre de Darcy.

#### Révélations de Darcy
Fils d'un régisseur particulièrement apprécié du précédent maître de Pemberley, il est le filleul de Mr Darcy (père), qui l'a fait élever pratiquement comme un second fils, tant par reconnaissance pour le travail et la fidélité de son père, que par affection pour ce garçon aux « manières charmantes ».
Son parrain lui a payé des études, au collège puis à Cambridge, car il souhaitait assurer son avenir : en lui donnant la possibilité d'entrer dans les ordres et en lui octroyant les revenus (living) d'une cure (Kympton) dépendant de Pemberley, il lui aurait garanti une position sociale des plus honorables. Mais Wickham  n'est pas un homme de devoir, c'est un mauvais garçon aux « propensions vicieuses » qui « manque de principes ». Nullement attiré par la profession cléricale, au grand soulagement de Darcy, il a préféré lui réclamer 3 000 livres au décès de son père pour solde de tout compte. Une fois cette somme dilapidée, et devant son refus catégorique de l'aider davantage, il a, suppose Darcy, cherché à se venger et profité d'un séjour de Georgiana Darcy à Ramsgate pour la séduire, espérant l'enlever et, en l'épousant, mettre la main sur les 30 000 livres de dot de la jeune fille.
Sa tentative de séduire Georgiana est facilitée par leurs relations d'enfance (il y fait allusion quand il la décrit à Elizabeth) et l'isolement relatif de la timide adolescente (elle n'a que 15 ans) sans mère pour la chaperonner dans la ville balnéaire.

#### Scandales divers

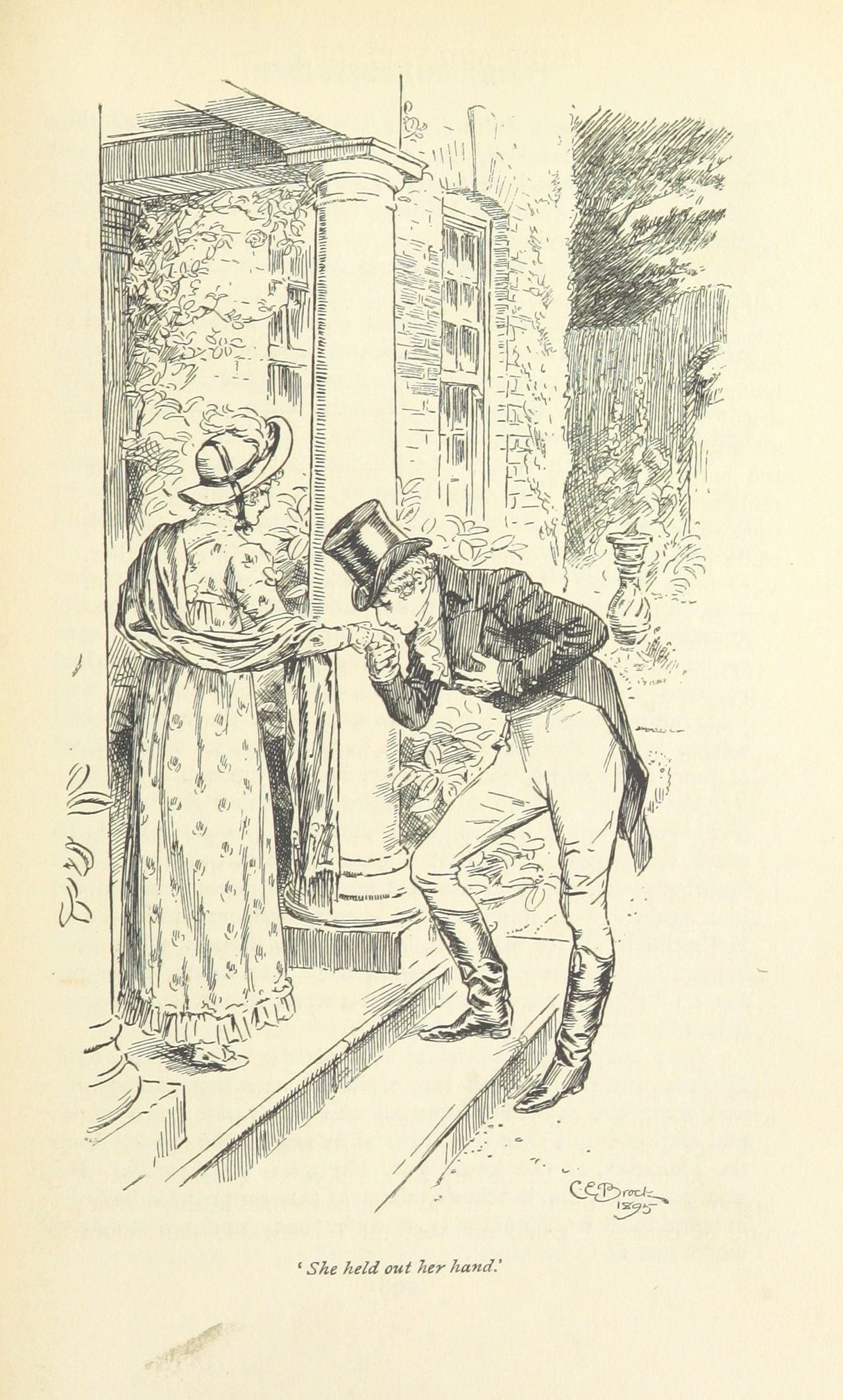
Elizabeth a fait comprendre à son beau-frère qu'elle n'est plus dupe de ses belles manières. C. E. Brock, 1895.

C'est un bon à rien et une canaille qui présente deux formes de malfaisance : il est « imprudent et dépensier » (« imprudent and extravagant »), comme l'a finalement découvert le colonel Forster, ce qui signifie dans un langage moins diplomatique qu'il a des aventures sentimentales et qu'il fait des dettes, en particulier des dettes de jeu.
Il cherche désespérément à faire un mariage financièrement avantageux : à Meryton, il courtise ouvertement Mary King à partir du moment où celle-ci hérite de 10 000 livres, mais son oncle l'emmène à Liverpool. Les langues se délieront sur d'autres aventures une fois connu l'enlèvement de Lydia : « on le déclarait endetté chez tous les commerçants du lieu et ses intrigues, toutes qualifiées du nom flatteur de séduction, s'étaient étendues à chaque famille de boutiquier ».
Lydia, à 15 ans, l'âge qu'avait Georgiana lorsqu'il a essayé de l'enlever, en tombe follement amoureuse lorsqu'elle est à Brighton, au point de l'accompagner lorsqu'il s'enfuit du régiment pour ne pas payer ses dettes d'honneur. Elle refuse de le quitter, insensible aux dommages collatéraux causés à sa famille par le scandale, mais Wickham ne l'épouse qu'en désespoir de cause, en négociant âprement les conditions avec Darcy, qui utilise ses relations et sa fortune pour lui procurer une situation et sauver la respectabilité de la jeune fille, s'alliant pour l'occasion avec Mr Gardiner. Les réactions des Bennet sont contrastées : Mrs Bennet, soulagée de voir une première fille dûment mariée, et ravie que ce soit sa fille préférée, accueille le jeune couple avec affection après le mariage et se désole de les voir partir rejoindre la garnison de Newcastle. 
Jane rougit de confusion et Mr Bennet affirme ironiquement être « prodigieusement fier » d'un gendre si impudent et cynique : « il minaude, il sourit, il fait l'aimable avec nous tous » (« He simpers, and smirks, and make love to us all »).
Elizabeth est « dégoûtée » de les voir, Lydia et lui, si à l'aise et « se promet de ne jamais fixer, à l'avenir, de limites à l'effronterie d'un homme impudent ». Elle peut cependant lui faire comprendre à demi-mot qu'elle connaît maintenant toute l'étendue de ses mensonges lorsqu'il essaie de découvrir, dans la conversation qu'il engage, ce qu'elle sait de sa véritable personnalité et des conditions de son mariage. Alors qu'elle vient juste d'apprendre la part qu'y a pris Darcy, il affirme : « J'ai été surpris de voir Darcy à Londres le mois dernier. Nous nous sommes rencontrés plusieurs fois. Je me demande ce qu'il pouvait bien faire là ». Il essaie aussi de savoir si elle a découvert ses mensonges sur le caractère de Georgiana Darcy : « J'ai effectivement appris qu'elle a progressé de façon remarquable depuis un an ou deux. La dernière fois que je l'ai vue, elle ne semblait pas très prometteuse ». Enfin, à propos de la cure de Kympton dont Darcy l'aurait injustement privé, n'hésitant pas à déformer ses premières affirmations, quand elle lui rappelle, ce qu'elle sait maintenant, qu'on la lui avait promise « sous conditions seulement » : « Oui, c'est quelque chose comme ça. C'est ce que je vous ai dit depuis le début, si vous vous souvenez ». Mais elle n'est plus dupe, ni de ses belles paroles ni de ses manières engageantes.
Elizabeth et Jane, les seules Bennet à connaître toute la vérité du personnage, continueront à soutenir financièrement leur sœur, et Darcy à aider Wickham dans sa carrière (il l'avait promis à son père et le fait aussi pour sa femme), mais les portes de Pemberley lui sont définitivement fermées.

## Traitement littéraire

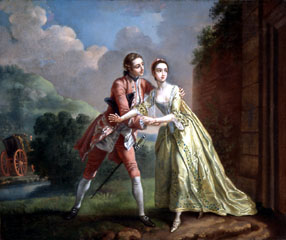
Wickham relève de la figure traditionnelle du débauché dont Lovelace est l'archétype.

### Une image du séducteur
Dans le schéma actantiel, Wickham joue le rôle de l'opposant. Il représente la figure traditionnelle du débauché et du libertin dévoyé des romans du XVIIIe siècle. Le mauvais garçon, personnage dangereux et un peu trop attirant dont l'héroïne doit apprendre à s'écarter, est croqué avec plus de vivacité que le héros honnête et réellement gentleman. Wickham ne déroge pas à la règle : il a du charme et il séduit d'emblée l'héroïne par son apparente franchise et son aimable aisance. Mais il est le plus dissolu et le plus cynique de tous les séducteurs décrits par Jane Austen, et il utilise sa bonne mine et la bonne éducation reçue pour faire illusion. Il a des défauts beaucoup plus graves que les autres mauvais garçons des autres romans : redoutable manipulateur du langage, il est aussi le seul qui joue imprudemment gros jeu, le seul qui pratique la calomnie avec autant d'impudence ; et il est plus sévèrement condamné qu'eux, qui ne finissent pas bannis de la bonne société, au contraire.
C'est le seul aussi qui soit de condition sociale inférieure. À ce propos, Jane Austen oppose le jugement d'une Caroline Bingley, imbue de rang et de fortune, dont la prévention contre Wickham, dans l'ignorance où elle est du fond de l'histoire, s'appuie surtout sur le fait qu'il est roturier (« Considérant d'où il sort, on ne peut pas en attendre beaucoup mieux »), à celui d'Elizabeth Bennet, qui montre sa largeur d'esprit en refusant de lier la valeur d'une personne à sa situation sociale : « Sa culpabilité et son origine semblent, selon vos dires, revenir au même […] car je ne vous ai entendue l'accuser de rien de pire que d'être le fils de l'intendant de Mr Darcy ». Darcy lui-même se refuse à faire le lien entre l'origine de Wickham et sa conduite, puisqu'il considère, dans sa lettre à Elizabeth, que son père était « un homme très respectable, qui eut pendant des années la responsabilité de tout le domaine de Pemberley » et s'est remarquablement acquitté de sa charge.

### Un personnage masqué

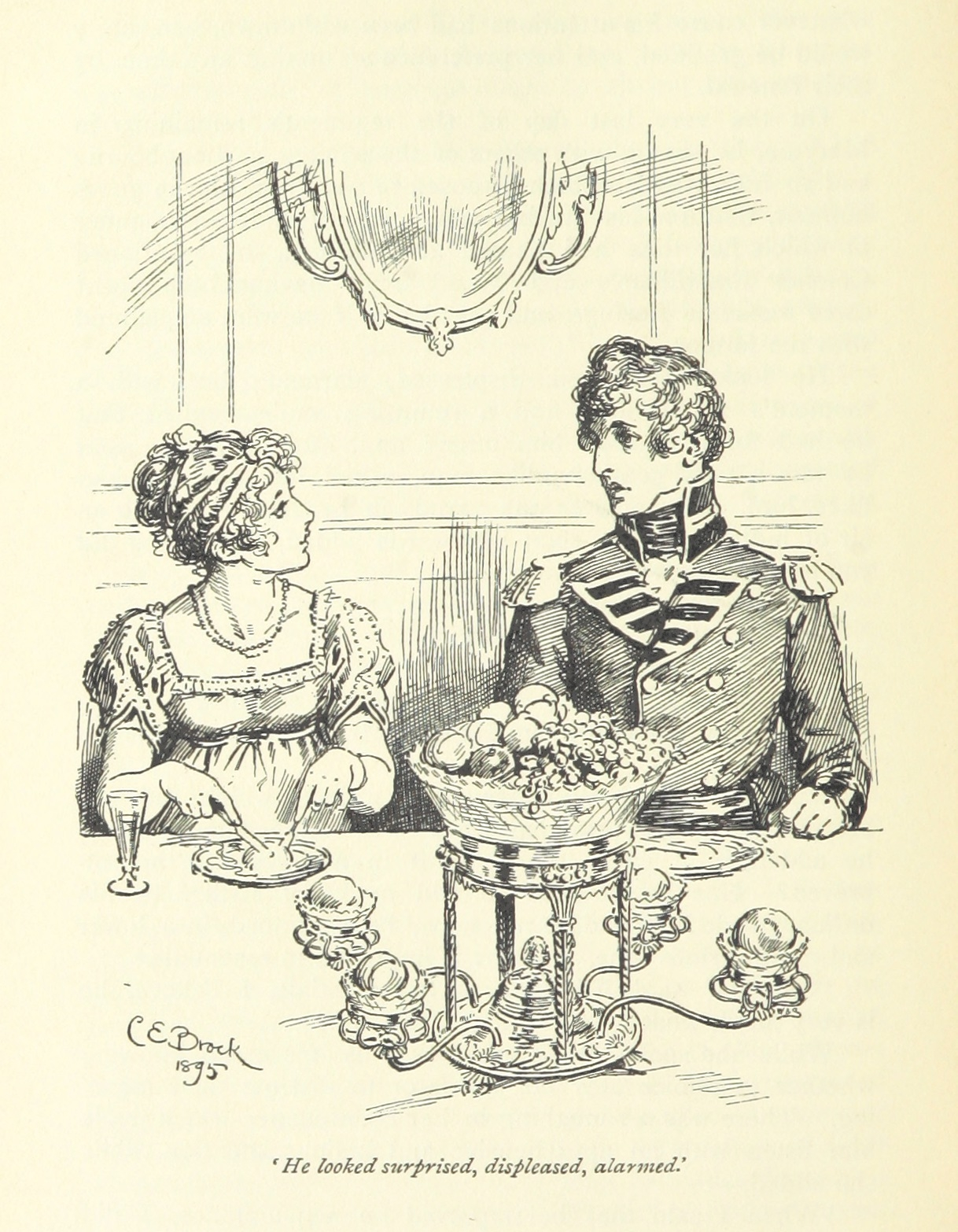
Interrogée sur son séjour à Rosings Park, Elizabeth laisse entendre à demi-mot à Wickham qu'il est « démasqué ». C. E. Brock, 1895.

Lorsqu'il apparaît, au chapitre XV, Wickham est exclusivement décrit en focalisation externe, tel que le voient Elizabeth et les autres habitants de Meryton : un homme de belle prestance à la conversation aimable.
À aucun moment la narratrice omnisciente ne donne de renseignements sur sa jeunesse ou son véritable caractère, qui ne se dévoile qu'au fur et à mesure. Le lecteur ne le connaît qu'à travers ce qu'il dit lui-même (à Meryton) et ce qu'en disent, mais bien plus tard dans le récit, les personnages qui l'ont connu autrefois : Darcy (à Rosings Park), Mrs Reynolds (à Pemberley). Il lui est donc difficile de se faire une idée juste d'un personnage si difficile à cerner.
Si les Bingley (qui ne l'ont jamais rencontré avant leur venue dans le Hertfordshire) reprennent le peu que Darcy leur a dit, ce dernier reconnait qu'« il était le favori » de son père. Et Mrs Reynolds, l'intendante de Pemberley, qui a connu Darcy et Wickham enfants, peut confirmer qu'il a effectivement été élevé à Pemberley aux frais de la famille ; elle sait aussi qu'il est dans l'armée, mais « craint qu'il ait très mal tourné ».
Tout au plus la narratrice adresse-t-elle au lecteur une subtile mise en garde par quelques jeux de physionomie, quelques légers silences (marqués par des tirets), quelques hésitations dans sa conversation, au demeurant pleine de platitudes : ainsi, le soir même de leur première rencontre, Wickham demande à Elizabeth, de façon un peu hésitante, (an hesitating manner) depuis combien de temps Darcy est dans le Hertfordshire, puis, « après une courte interruption », Elizabeth l'ayant vivement assuré que tout Meryton est « dégoûté par son orgueil » et que personne n'en dira du bien, il commence à distiller, dans un discours bien rodé, le récit de ses malheurs à sa partenaire tout ouïe ; entendant ensuite Collins citer Lady Catherine, et « après l'avoir observé un moment », il demande à Elizabeth si elle est très liée à la famille de Bourgh. Et elle se persuade que tout ce qu'il dit est vrai puisqu'il a l'air si honnête et que cela justifie et conforte son aversion pour Darcy.
Ce n'est qu'après les révélations de Darcy que son caractère véritable est « démasqué » pour Elizabeth. Le lecteur, revenant en arrière avec elle, prendra conscience de sa façon prudente de « tâter le terrain » et de prendre la mesure des sentiments d'autrui, de son adresse à manipuler cyniquement ses interlocuteurs en masquant subtilement la vérité par des omissions volontaires et pratiquant la calomnie sans risque (il ne se confie qu'à Elizabeth tant que Darcy est à Netherfield, mais rend sa version des faits publique dès qu'il est parti). Ce n'est qu'a posteriori que se découvre l'ironie du vocabulaire de l'émotion qu'il utilise : « Je ne peux jamais me trouver avec ce Mr Darcy-ci sans avoir le cœur brisé par des milliers de tendres souvenirs ». Darcy évoquera, à son propos, « son ressentiment en proportion de la détresse de sa situation financière et la violence de ses reproches ».
Lui, dont la parole pleine de duplicité est si habile à faire paraître blanc ce qui est noir, a certainement lu avec profit les Lettres à son fils de Lord Chesterfield, pleines de conseils pragmatiques, mais aussi assez machiavéliques, pour paraître un vrai gentilhomme dans la société : 

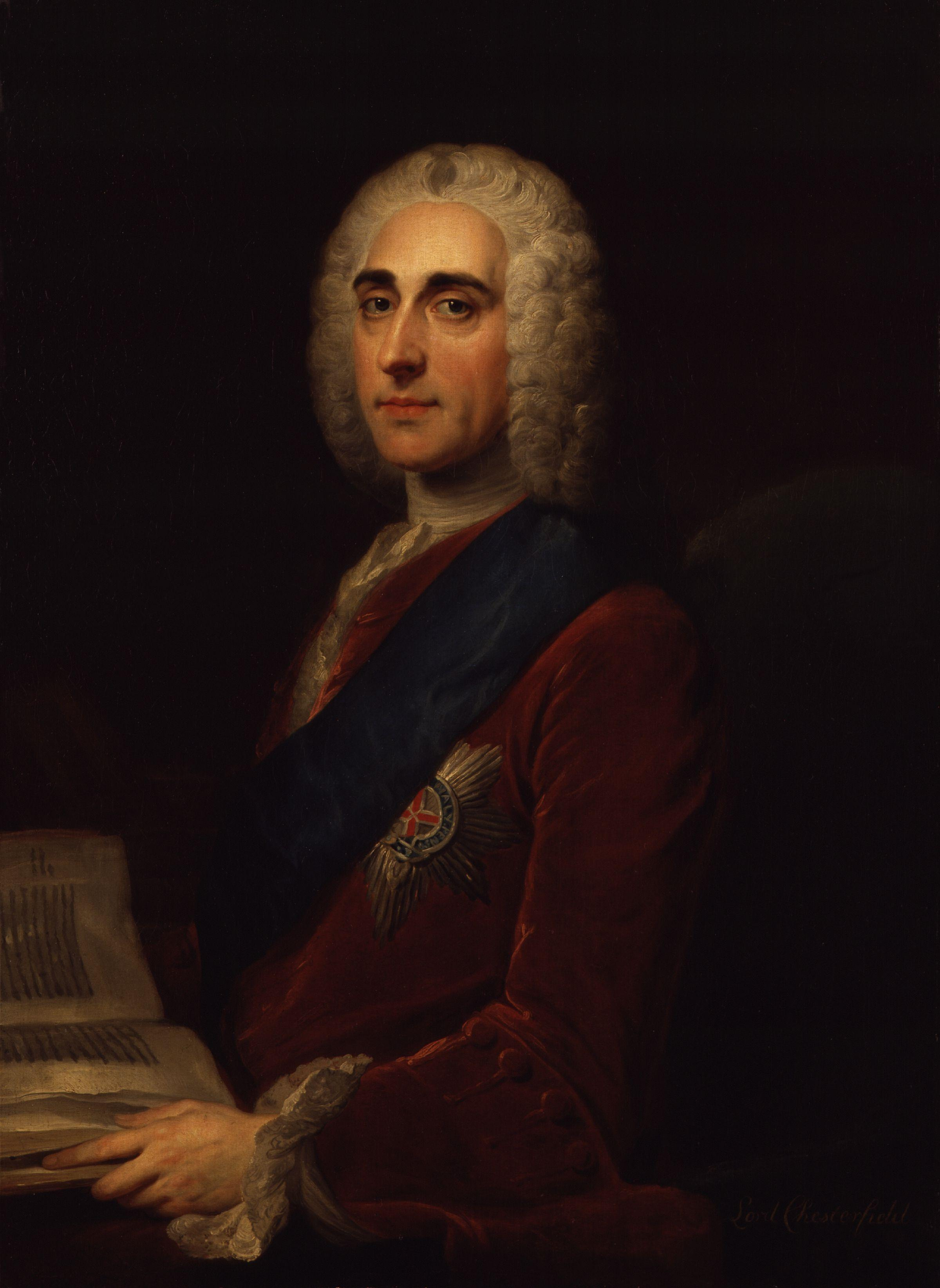
Les Lettres à son fils de Lord Chesterfield, publiées en 1774 et fréquemment rééditées, étaient, à l'époque de Jane Austen, un véritable best-seller.

« Remember to have that constant attention about you, which flatters every man's little vanity […] most people (I might say all people) have their weaknesses; they have their aversions and their likings […] your care to procure for him what he likes, and to remove from him what he hates, shows him, that he is at least an object of your attention. »
« Souvenez-vous d'être toujours attentif à flatter les petites vanités de chacun - la plupart des gens (je pourrais dire tout le monde) ont leurs faiblesses ; il y a ce qu'ils détestent et ce qui leur plait - votre soin de procurer [à chacun] ce qu'il aime, et d'écarter de lui ce qu'il déteste, lui montrera qu'il est à tout le moins l'objet de votre attention. »

### Apparence et réalité
Jane Austen utilise presque les mêmes mots pour décrire Charles Bingley et George Wickham : tous deux sont aimables, charmants, enjoués, ont des manières aisées et surtout un air de gentleman. Mais Wickham, à qui elle donne des manières plus engageantes s'il est possible qu'à Bingley, n'en a que l'apparence, pas le comportement, comme Elizabeth le remarquera amèrement par la suite. Bingley est influençable, faible peut-être, sans beaucoup de connaissance de soi, mais il est simple et honnête, alors que Wickham est un hypocrite et une vraie canaille qui dissimule son « manque de principe » et ses « tendances vicieuses » sous ses airs aimables.
Or un des défauts des personnages d'Orgueil et Préjugés (en particulier d'Elizabeth Bennet), défaut auquel s'attaque la narratrice, est de se fier à leurs premières impressions et de juger uniquement sur la physionomie et l'apparence. Le mot appearance est utilisé dix-neuf fois (sur 32 occurrences) dans le sens français d'« apparence ». Jane Austen signale fréquemment l'apparence de Wickham, comme pour bien souligner qu'Elizabeth ne peut voir que la surface (trompeuse) du personnage. Wickham est supposé honnête parce qu'il est bel homme et que ses manières sont charmantes. Elizabeth, qui déclare à Jane que « la sincérité se lisait sur son visage » et à Mrs Gardiner qu'il est « au-delà de toute comparaison, l'homme le plus agréable que j'ai jamais vu », reconnaît, après avoir lu ce que Darcy dévoile de Wickham, qu'elle n'avait jamais songé à aller au-delà de l'apparence et à analyser son « vrai caractère », car, pas plus que Jane, il n'était dans sa nature de « questionner la réalité d'un jeune homme d'aussi aimable apparence que Mr Wickham ».
Quant à l'opinion des habitants de Meryton, la narratrice montre avec une certaine ironie combien elle est peu fiable, et versatile : si Wickham est au début « universellement apprécié », on le considère ensuite, et avec la même exagération, comme l'homme le plus malfaisant (wickedest) du monde, et chacun affirme hautement qu'il s'est toujours méfié de son apparente vertu : « had always distrusted the appearance of his goodness ».

### Deux jeunes gens du Derbyshire

#### Un double négatif
Jane Austen invite son lecteur à comparer l'évolution des « deux gentlemen du Derbyshire », Darcy et Wickham, qui sont « nés dans la même paroisse, au sein du même domaine », (« born in the same parish, within the same park ») et « à peu près du même âge », (« nearly the same age »). Ce sont donc des compagnons d'enfance (the companion of my youth écrit Darcy), que le comportement de Wickham  envers Georgiana a transformé en ennemis, et la rencontre d'Elizabeth en rivaux. Élevé à Pemberley (un lieu quasi parfait et idéal) et choyé par le vieux propriétaire, son parrain, Wickham connaît bien Darcy ; fils du régisseur, il a probablement toujours envié et jalousé l'héritier ; au lieu de prendre la voie vertueuse et honorable qu'on lui proposait, il a rejeté les règles morales qui régissent le domaine et le comportement de ses propriétaires successifs et n'a gardé que les manières, l'extérieur, d'un gentleman, pas le comportement. La vie à Meryton en période hivernale, au milieu des officiers désœuvrés, en général fils cadets de bonne famille, qui meublaient leur ennui en  brisant le cœur des jeunes filles romanesques et contractant des dettes que leurs fréquents déplacements leur permettaient d'éviter de payer, avec ses occasions de participer aux bals, aux assemblées, aux soirées organisées par les « vingt-quatre familles » un peu aisées, convient mieux à ses goûts de libertin.

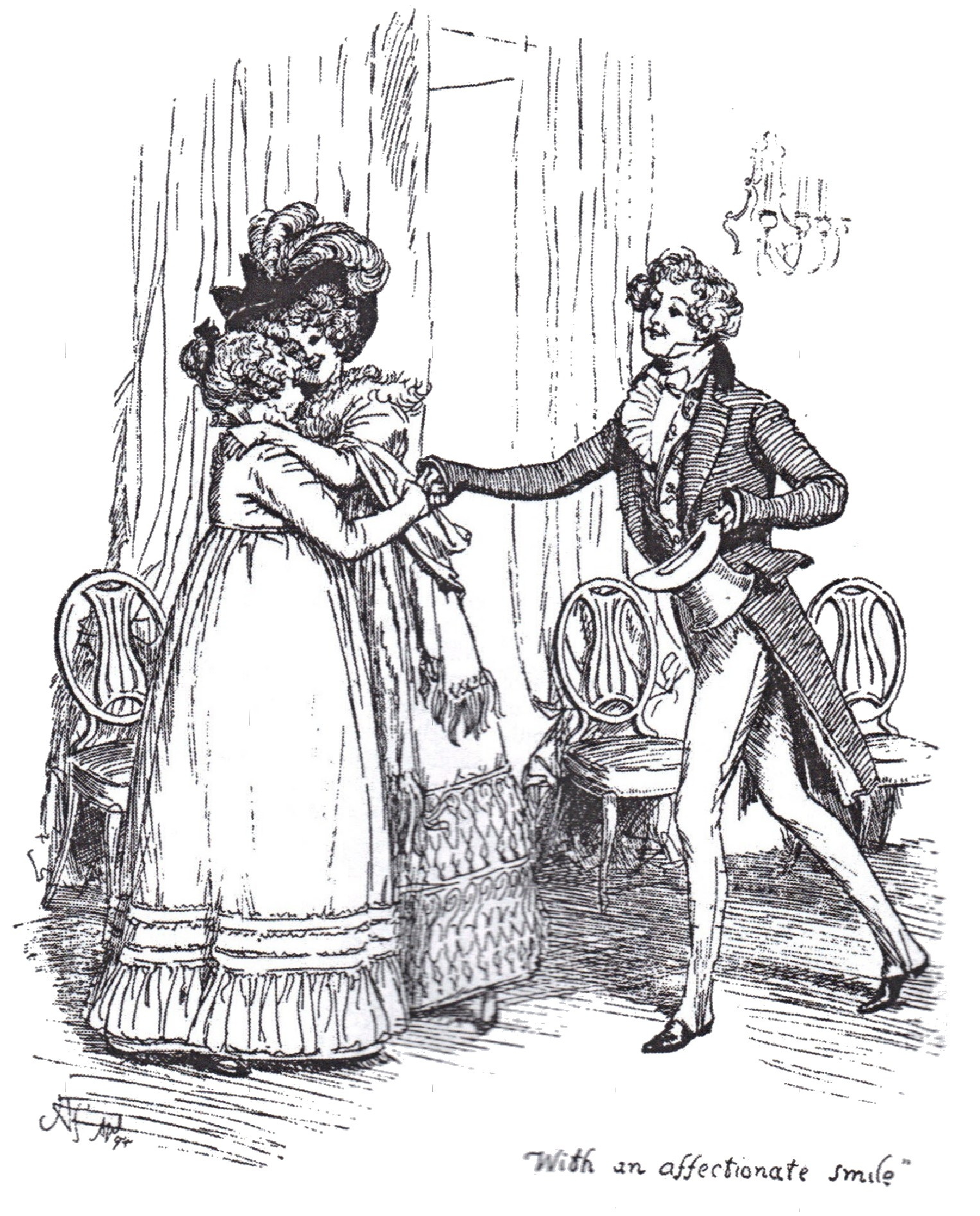
Lydia et Wickham, fraichement mariés, manifestent non de l'embarras mais une impudence insolente. Hugh Thomson, 1894.

Comme Lydia Bennet, dépensière et moralement incontrôlable, incarne la part noire d'Elizabeth, Wickham apparait ainsi comme le double négatif de Darcy : il prend des libertés avec la vérité, alors que Darcy affirme avoir le mensonge en horreur ; il a des aventures sentimentales, accumule les ardoises chez les commerçants et, surtout, il est un joueur impénitent. Le couple qu'il forme au dénouement avec Lydia, écrit Marie-Laure Massei-Chamayou, « représente donc l'envers sulfureux et dionysiaque » du couple solaire que sont Darcy et Elizabeth.

#### Un dénouement moral
Le fait que Wickham et Darcy soient tous les deux attirés par Elizabeth est important pour le sens moralisant du roman didactique : Elizabeth ne doit pas se tromper et choisir le mauvais soupirant.
Le parallèle entre le parcours des deux jeunes gens venus du Derbyshire et celui des deux filles Bennet les plus dynamiques et les plus gaies, les deux qui aiment rire et se trouvent attirées par Wickham, se termine de façon très morale : Darcy, l'honnête homme, épouse Elizabeth et la ramène à Pemberley, Wickham, le mauvais garçon débauché et joueur (malchanceux), après avoir un temps courtisé Elizabeth, est contraint d'épouser la sotte Lydia et se voit exilé à Newcastle, loin de Pemberley.
En essayant de séduire Georgiana, en s'enfuyant avec Lydia, il a défié un édit moral et une convention sociale, ce que Jane Austen, qui « regarde le monde à travers la fenêtre du presbytère », ne peut ni ne veut excuser : alors qu'elle offre à ses héros un avenir heureux fondé sur la tendresse, l'estime réciproque et une sexualité maîtrisée, elle le condamne à une vie conjugale quelconque avec une fille aguichante mais ignorante qu'il cesse rapidement d'aimer. Sa détresse financière, accentuée par les pertes au jeu, et l'argent que Darcy met sur la table (qu'il accepte sans vergogne après un âpre marchandage) l'acculent à ce mariage qui n'entrait pas dans ses projets. Ayant presque réussi à séduire une très jeune fille riche et timide, il épouse une jeunette écervelée qui a la tête tournée par les uniformes. Faisant contre mauvaise fortune bon cœur, il continuera à faire le joli cœur, semble-t-il, après son mariage, allant se divertir (« enjoy himself ») à Londres ou à Bath. Mais, pas plus que Willoughby, il n'a l'envergure de son devancier Lovelace. Même si son comportement, y compris ses tentatives pour se concilier les bonnes grâces d'autrui, est souvent calculateur, il ne semble pas capable de planifier des projets, crapuleux ou non, à long terme : il se laisse porter par les événements et profite des circonstances.

## Postérité du personnage

### Sur les écrans
Les adaptations à la télévision et au cinéma, surtout, ont plutôt tendance à atténuer soit le rôle, soit la noirceur du personnage. En revanche, sa forte présence physique ainsi que son cynisme et son côté manipulateur sont accentués dans la transposition à l'époque moderne du roman, la web-série américaine de 2012-2013 The Lizzie Bennet Diaries.

#### Orgueil et Préjugés, 1940
Dans le film de 1940, comme dans les Screwball comedies en général, la psychologie des personnages est peu fouillée, et Wickham est un personnage très secondaire et superficiel. Elizabeth a appris que Darcy a initialement refusé de l'inviter à danser parce qu'elle n'est pas de sa classe sociale et qu'il a commis une injustice envers Wickham ; aussi refuse-t-elle de danser avec lui au bal de Meryton quand il vient finalement l'inviter, acceptant au contraire de valser avec Wickham (Edward Ashley-Cooper), mais il n'y a pas ultérieurement de relations entre Wickham et Elizabeth. 
Elle est persuadée que Darcy a rejeté l'amitié de Wickham, uniquement parce qu'il est « un homme pauvre de peu d'importance ».
Peu après avoir été éconduit par Elizabeth à Rosings, Darcy vient à Longbourn pour expliquer son attitude envers Wickham en lui racontant la tentative d'enlèvement de sa sœur. Apprenant alors la fugue de Lydia, il propose son aide et s'éclipse. C'est une lettre qui met fin au scandale en apprenant aux Bennet que Lydia et Wickham se sont mariés. Elle est suivie du rapide retour dans une belle calèche des deux tourtereaux et Lydia parle avec assurance du riche héritage qu'a fait son mari.

#### Adaptations télévisées pour la BBC (1980 et 1995)
Elles donnent nettement plus de place à Wickham. Dans toutes les deux Elizabeth a beaucoup de sympathie pour lui, peut-être un peu plus dans la première version, celle de 1980, où Wickham est joué par le blond Peter Settelen. On le voit jouer au croquet avec Elizabeth qui lui parle avec affection de Jane, qui vient de recevoir la lettre de Caroline évoquant son espoir de voir son frère épouser Miss Darcy, et on l'entend affirmer qu'être aimé par Elizabeth serait un privilège à cause de sa loyauté envers ceux qu'elle aime. Quand Mrs Gardiner la met en garde contre les engagements imprudents, comme dans le roman, sa nièce la rassure : elle n'est pas amoureuse de Wickham, mais elle ajoute cependant que le manque d'argent empêche rarement les jeunes gens de tomber amoureux. Elle calme ses sœurs, bien plus affectées qu'elle par la cour que Wickham fait à Mary King, leur faisant remarquer que les jeunes gens aussi doivent avoir de quoi vivre. Lydia, en revanche, paraît déjà très intéressée par Wickham et essaie d'attirer son attention.
La mini-série de 1995 met davantage en lumière le double visage du personnage, interprété par Adrian Lukis, un acteur de grande taille, aux cheveux châtains, l'air tour à tour souriant, insolent et torve. Il apparaît sous un angle plus noir que dans la version précédente, ce qui explique peut-être que l'attirance qu'il exerce sur Elizabeth est moins soulignée que dans la version de 1980. Elizabeth le félicite d'un ton enjoué pour ses prochaines fiançailles avec Mary King, constatant que « les beaux jeunes gens aussi doivent avoir de quoi vivre »,. Le manque de principes et la cupidité dont l'accuse Darcy dans sa lettre font l'objet de courtes scènes ; on l'entend demander prudemment à Mrs Gardiner si elle connaît personnellement la famille Darcy, on le voit inquiet de savoir qu'Elizabeth a rencontré le colonel Fitzwilliam à Rosings, et de comprendre que son opinion sur Darcy a changé. Après la fuite de Lydia, on entend Mrs Philips évoquer, avec Mrs Bennet, les dettes de jeu, les filles séduites et les ardoises chez les commerçants. Surveillé de près par Darcy, sous le regard sévère des Gardiner, pendant la cérémonie du mariage, il fait ensuite bonne figure à Longbourn, où sa conversation avec Elizabeth (qui vient de lire la lettre de sa tante révélant le rôle-clé de Darcy dans ce mariage) est reprise presque en totalité, le montrant enfin réduit au silence. Sa vie avec Lydia est évoquée dans une courte scène en montage alterné pendant le double mariage de Jane et Elizabeth, au moment où l'officiant dit que le mariage est un remède contre le péché et la fornication : assis sur le lit conjugal où se prélasse Lydia, il a l'air ennuyé.

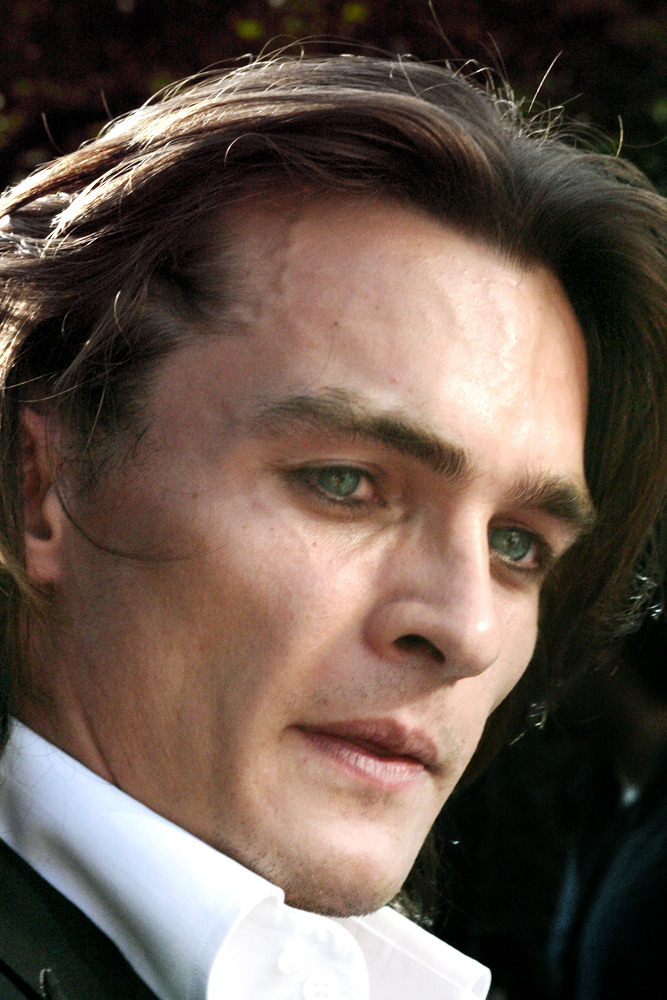
Rupert Friend, le ténébreux Wickham 2005.

#### Orgueil et Préjugés, 2005
Dans le film de 2005 le rôle de Wickham est très réduit, mais Rupert Friend joue un Wickham sombre et inquiétant, voire brutal avec Lydia lorsqu'il la repousse dans la voiture, alors qu'elle fait des adieux déchirants en quittant définitivement Longbourn. Il a « le charme reptilien d'un beau sociopathe », ce qui laisse présager un mariage malheureux.
Les rencontres avec Elizabeth sont réduites à deux courtes scènes, une brève discussion dans une boutique à propos de rubans et une autre près de la rivière, ce qui lui suffit cependant pour faire une mauvaise réputation à Darcy. Mais si les relations complexes avec Elizabeth qui existent dans le roman sont supprimées, la forte présence physique de Rupert Friend a des connotations sexuelles et Wickham joue un rôle de pierre d'achoppement dans les relations amoureuses entre Darcy et Elizabeth. D'abord à Netherfield, au cours du bal, quand Elizabeth accuse Darcy de l'avoir mal traité, et surtout pendant la scène de la première demande en mariage où Darcy a une véritable réaction de jalousie lorsqu'Elizabeth évoque à nouveau Wickham, ce qui crée une forte tension sexuelle entre les deux jeunes gens et débouche sur un presque baiser.

#### The Lizzie Bennet Diary
La Web-série américaine diffusée sur YouTube entre avril 2012 et mars 2013, The Lizzie Bennet Diaries, fait de Wickham, que joue Wes Aderhold, l'entraîneur d'une équipe universitaire de natation venue pour une compétition qui s'incruste à Meryton.
Beau gosse un peu canaille, charmeur, impudent et sans scrupules, il tourne d'abord autour de Lizzie, le temps de dénigrer Darcy, puis flirte avec Lydia. Dans cette version moderne d'Orgueil et Préjugés, Lydia, qui se veut émancipée mais manque de confiance en elle face à ses deux ainées trop brillantes, est une victime. Amoureuse et croyant ses sentiments partagés, elle entame une liaison avec lui, mais il la manipule avec cynisme. Il la convainc même de tourner avec lui une sextape, dont il s'empresse de vendre les droits. La menace écartée grâce au poids de Pemberley Digital, l'empire médiatique de Darcy, Lydia rentre au bercail, psychologiquement démolie, et Lizzie, qui se reproche d'avoir trop négligé sa petite sœur, l'aide à reprendre sa place dans la famille.

### Avatars
En revanche, dans Orgueil et Quiproquos où toute l'intrigue d'Orgueil et Préjugés évolue de travers, Wickham (Tom Riley) est un personnage ambigu, mais plutôt positif et charmant qui initie Amanda Price aux coutumes de la société georgienne. Il n'a pas cherché à enlever Giorgiana, et aide à retrouver Lydia partie avec Mr Bingley.
Sur papier, dans Le Journal de Bridget Jones et au cinéma dans le film sorti en 2001, Helen Fielding s'inspire de Wickham pour créer Daniel Cleaver, le patron coureur de jupons et peu courageux de Bridget Jones, le rival de Marc Darcy.

### Citations originales
1. ↑  [A] happy readiness of conversation –  a readiness at the same time perfectly correct and unassuming[9].
2. ↑  « I was surprised to see Darcy in town last month. We passed each other several times. I wonder what he can be doing there ».
3. ↑  « I have heard, indeed, that she is uncommonly improved within this year or two. When I last saw her she was not very promising ».
4. ↑  « Yes, there was something in that. I told you so from the first, that you may remember ».
5. ↑  « His guilt and his descent appear by your account to be the same […] for I have heard you accuse him of nothing worse than of being the son of Mr. Darcy's steward »[48].
6. ↑  « I am afraid he has turned out very wild »[51].
7. ↑  « I can never be in company with this Mr Darcy without being grieved to the soul by a thousand tender recollections ».
8. ↑  « But disguise of every sort is my abhorrence »[66].